# Collegio di Forest of Dean
Forest of Dean è un collegio elettorale inglese situato nel Gloucestershire e rappresentato alla Camera dei comuni del parlamento del Regno Unito. Elegge un membro del parlamento con il sistema maggioritario a turno unico; l'attuale parlamentare è Matt Bishop del Partito Laburista, che rappresenta il collegio dal 2024.

## Estensione
- 1885–1918: le divisioni sessionali di Coleford, Lydney, Newent e Newnham.
- 1918–1950: i distretti urbani di Awre, Coleford, Newnham e Westbury-on-Severn, i distretti rurali di East Dean and United Parishes, Lydney, Newent e West Dean e parte del distretto rurale di Gloucester.
- 1997–2010: il distretto di Forest of Dean e i ward del borgo di Tewkesbury di Haw Bridge e Highnam.
- dal 2010: il distretto di Forest of Dean e il ward del borgo di Tewkesbury di Highnam with Haw Bridge.

## Profilo
Il collegio di Forest of Dean copre il Gloucestershire ad ovest del fiume Severn, e sorge nel sud-ovest dell'Inghilterra, presso il confine con il Galles.
Il cuore del collegio consiste della Foresta di Dean stessa, che fu istituita da Guglielmo il Conquistatore circa mille anni fa ed è una delle ultime foreste reali rimaste in Inghilterra. Il collegio ha una ricca storia industriale e mineraria, evidenziata dalle città mercato di Coleford e Cinderford, e il vecchio porto di Lydney da cui il carbone estratto dalla miniera iniziava il suo viaggio verso tutte le parti del mondo. La lunga storia industriale di Dean e le spettacolari bellezze naturali fanno del turismo un aspetto sempre più crescente della vita della Foresta.
La valle di Wye forma il confine occidentale della Foresta ed è un'area di straordinaria bellezza naturale, mentre la valle di Leadon costituisce la parte nord del collegio. Il Vale consiste di aree collinari incentrate sulla pittoresca città di stile Tudor di Newent, che produce anche vini inglesi.
Il collegio comprende anche alcune parrocchie del distretto di Tewkesbury, tra cui Forthampton, Chaceley Hole, Hasfield, Ashleworth e Highnam.

## Membri del parlamento
| Elezione | Elezione          | Deputato              | Partito               |
| -------- | ----------------- | --------------------- | --------------------- |
|          | 1885              | Thomas Blake          | Liberale              |
| 1887 (S) | Godfrey Samuelson |                       | Liberale              |
| 1892     | Charles Dilke     |                       | Liberale              |
| 1911 (S) | Henry Webb        |                       | Liberale              |
|          | 1918              | James Wignall         | Laburista             |
| 1925 (S) | A. A. Purcell     |                       | Laburista             |
| 1929     | David Vaughan     |                       | Laburista             |
|          | 1931              | John Worthington      | Nazional Laburista    |
|          | 1935              | Philips Price         | Laburista             |
|          | 1950              | Collegio abolito      | Collegio abolito      |
|          | 1997              | Collegio ri-istituito | Collegio ri-istituito |
|          | 1997              | Diana Organ           | Laburista             |
|          | 2005              | Philips Price         | Conservatore          |
|          | 2024              | Matt Bishop           | Laburista             |

## Elezioni

### Elezioni negli anni 2020
| Partito                    | Partito                                           | Candidato                  | Risultati 4 luglio 2024 | Risultati 4 luglio 2024 |
| Partito                    | Partito                                           | Candidato                  | Voti                    | %                       |
| -------------------------- | ------------------------------------------------- | -------------------------- | ----------------------- | ----------------------- |
|                            | Laburista                                         | Matt Bishop                | 16 373                  | 34,05                   |
|                            | Conservatore                                      | Mark Harper                | 16 095                  | 33,47                   |
|                            | Reform UK                                         | Stanley Goodin             | 8 194                   | 17,04                   |
|                            | Verdi                                             | Chris McFarling            | 4 735                   | 9,85                    |
|                            | Lib Dem                                           | James Joyce                | 2 604                   | 5,41                    |
|                            | Laburista Socialista                              | Saiham Sikder              | 90                      | 0,19                    |
|                            |                                                   |                            |                         |                         |
| Iscritti                   | Iscritti                                          | Iscritti                   | 72 052                  | 100,00                  |
| ↳ Votanti (% su iscritti)  | ↳ Votanti (% su iscritti)                         | ↳ Votanti (% su iscritti)  | 48 091                  | 66,74                   |
| ↳ Astenuti (% su iscritti) | ↳ Astenuti (% su iscritti)                        | ↳ Astenuti (% su iscritti) | 23 961                  | 33,26                   |
|                            |                                                   |                            |                         |                         |
|                            | Esito: collegio passa da Conservatore a Laburista |                            |                         |                         |

### Elezioni negli anni 2010
| Partito                    | Partito                                   | Candidato                  | Risultati 12 dicembre 2019 | Risultati 12 dicembre 2019 |
| Partito                    | Partito                                   | Candidato                  | Voti                       | %                          |
| -------------------------- | ----------------------------------------- | -------------------------- | -------------------------- | -------------------------- |
|                            | Conservatore                              | Mark Harper                | 30 680                     | 59,60                      |
|                            | Laburista Co-Op                           | Di Martin                  | 14 811                     | 28,77                      |
|                            | Verdi                                     | Chris McFarling            | 4 681                      | 9,09                       |
|                            | Indipendente                              | Julian Burrett             | 1 303                      | 2,53                       |
|                            |                                           |                            |                            |                            |
| Iscritti                   | Iscritti                                  | Iscritti                   | 71 438                     | 100,00                     |
| ↳ Votanti (% su iscritti)  | ↳ Votanti (% su iscritti)                 | ↳ Votanti (% su iscritti)  | 51 703                     | 72,37                      |
| ↳ Astenuti (% su iscritti) | ↳ Astenuti (% su iscritti)                | ↳ Astenuti (% su iscritti) | 19 735                     | 27,63                      |
|                            |                                           |                            |                            |                            |
|                            | Esito: collegio confermato a Conservatore |                            |                            |                            |

| Partito                    | Partito                                   | Candidato                  | Risultati 8 giugno 2017 | Risultati 8 giugno 2017 |
| Partito                    | Partito                                   | Candidato                  | Voti                    | %                       |
| -------------------------- | ----------------------------------------- | -------------------------- | ----------------------- | ----------------------- |
|                            | Conservatore                              | Mark Harper                | 28 096                  | 54,27                   |
|                            | Laburista                                 | Shaun Stammers             | 18 594                  | 35,92                   |
|                            | Lib Dem                                   | Janet Ellard               | 2 029                   | 3,92                    |
|                            | Verdi                                     | James Greenwood            | 1 241                   | 2,40                    |
|                            | UKIP                                      | Ernie Warrender            | 1 237                   | 2,39                    |
|                            | Indipendente                              | Julian Burrett             | 570                     | 1,10                    |
|                            |                                           |                            |                         |                         |
| Iscritti                   | Iscritti                                  | Iscritti                   | 70 898                  | 100,00                  |
| ↳ Votanti (% su iscritti)  | ↳ Votanti (% su iscritti)                 | ↳ Votanti (% su iscritti)  | 51 767                  | 73,02                   |
| ↳ Astenuti (% su iscritti) | ↳ Astenuti (% su iscritti)                | ↳ Astenuti (% su iscritti) | 19 131                  | 26,98                   |
|                            |                                           |                            |                         |                         |
|                            | Esito: collegio confermato a Conservatore |                            |                         |                         |

| Partito                    | Partito                                         | Candidato                  | Risultati 7 maggio 2015 | Risultati 7 maggio 2015 |
| Partito                    | Partito                                         | Candidato                  | Voti                    | %                       |
| -------------------------- | ----------------------------------------------- | -------------------------- | ----------------------- | ----------------------- |
|                            | Conservatore                                    | Mark Harper                | 23 191                  | 46,83                   |
|                            | Laburista                                       | Steve Parry-Hearn          | 12 204                  | 24,64                   |
|                            | UKIP                                            | Steve Stanbury             | 8 792                   | 17,75                   |
|                            | Verdi                                           | James Greenwood            | 2 703                   | 5,46                    |
|                            | Lib Dem                                         | Christopher Coleman        | 2 630                   | 5,31                    |
|                            |                                                 |                            |                         |                         |
| Iscritti                   | Iscritti                                        | Iscritti                   | 69 685                  | 100,00                  |
| ↳ Votanti (% su iscritti)  | ↳ Votanti (% su iscritti)                       | ↳ Votanti (% su iscritti)  | 49 520                  | 71,06                   |
| ↳ Astenuti (% su iscritti) | ↳ Astenuti (% su iscritti)                      | ↳ Astenuti (% su iscritti) | 20 165                  | 28,94                   |
|                            |                                                 |                            |                         |                         |
|                            | Esito: collegio passa da Lib Dem a Conservatore |                            |                         |                         |

| Partito                    | Partito                                   | Candidato                  | Risultati 6 maggio 2010 | Risultati 6 maggio 2010 |
| Partito                    | Partito                                   | Candidato                  | Voti                    | %                       |
| -------------------------- | ----------------------------------------- | -------------------------- | ----------------------- | ----------------------- |
|                            | Conservatore                              | Mark Harper                | 22 853                  | 46,87                   |
|                            | Laburista                                 | Bruce Hogan                | 11 789                  | 24,18                   |
|                            | Lib Dem                                   | Christopher Coleman        | 10 676                  | 21,89                   |
|                            | UKIP                                      | Tim Congdon                | 2 522                   | 5,17                    |
|                            | Verdi                                     | James Greenwood            | 923                     | 1,89                    |
|                            |                                           |                            |                         |                         |
| Iscritti                   | Iscritti                                  | Iscritti                   | 68 419                  | 100,00                  |
| ↳ Votanti (% su iscritti)  | ↳ Votanti (% su iscritti)                 | ↳ Votanti (% su iscritti)  | 48 763                  | 71,27                   |
| ↳ Astenuti (% su iscritti) | ↳ Astenuti (% su iscritti)                | ↳ Astenuti (% su iscritti) | 19 656                  | 28,73                   |
|                            |                                           |                            |                         |                         |
|                            | Esito: collegio confermato a Conservatore |                            |                         |                         |

### Elezioni negli anni 2000
| Partito                    | Partito                                           | Candidato                  | Risultati 5 maggio 2005 | Risultati 5 maggio 2005 |
| Partito                    | Partito                                           | Candidato                  | Voti                    | %                       |
| -------------------------- | ------------------------------------------------- | -------------------------- | ----------------------- | ----------------------- |
|                            | Conservatore                                      | Mark Harper                | 19 474                  | 40,88                   |
|                            | Laburista                                         | Isabel Owen                | 17 425                  | 36,58                   |
|                            | Lib Dem                                           | Christopher Coleman        | 8 185                   | 17,18                   |
|                            | UKIP                                              | Patricia Hill              | 1 140                   | 2,39                    |
|                            | Verdi                                             | Stephen Tweedie            | 991                     | 2,08                    |
|                            | Indipendente                                      | Anthony Reeve              | 300                     | 0,63                    |
|                            | Democratici                                       | Gerald Morgan              | 125                     | 0,26                    |
|                            |                                                   |                            |                         |                         |
| Iscritti                   | Iscritti                                          | Iscritti                   | 67 241                  | 100,00                  |
| ↳ Votanti (% su iscritti)  | ↳ Votanti (% su iscritti)                         | ↳ Votanti (% su iscritti)  | 47 640                  | 70,85                   |
| ↳ Astenuti (% su iscritti) | ↳ Astenuti (% su iscritti)                        | ↳ Astenuti (% su iscritti) | 19 601                  | 29,15                   |
|                            |                                                   |                            |                         |                         |
|                            | Esito: collegio passa da Laburista a Conservatore |                            |                         |                         |

| Partito                    | Partito                                | Candidato                  | Risultati 7 giugno 2001 | Risultati 7 giugno 2001 |
| Partito                    | Partito                                | Candidato                  | Voti                    | %                       |
| -------------------------- | -------------------------------------- | -------------------------- | ----------------------- | ----------------------- |
|                            | Laburista                              | Diana Organ                | 19 350                  | 43,38                   |
|                            | Conservatore                           | Mark Harper                | 17 301                  | 38,79                   |
|                            | Lib Dem                                | David Gayler               | 5 762                   | 12,92                   |
|                            | Verdi                                  | Simon Pickering            | 1 254                   | 2,81                    |
|                            | UKIP                                   | Allen Prout                | 661                     | 1,48                    |
|                            | Indipendente                           | Gerald Morgan              | 279                     | 0,63                    |
|                            |                                        |                            |                         |                         |
| Iscritti                   | Iscritti                               | Iscritti                   | 66 240                  | 100,00                  |
| ↳ Votanti (% su iscritti)  | ↳ Votanti (% su iscritti)              | ↳ Votanti (% su iscritti)  | 44 607                  | 67,34                   |
| ↳ Astenuti (% su iscritti) | ↳ Astenuti (% su iscritti)             | ↳ Astenuti (% su iscritti) | 21 633                  | 32,66                   |
|                            |                                        |                            |                         |                         |
|                            | Esito: collegio confermato a Laburista |                            |                         |                         |

## Risultati dei referendum

### Referendum sulla permanenza del Regno Unito nell'Unione europea del 2016
|             | Collegio       | Lasciare UE % | Rimanere in UE % |
| ----------- | -------------- | ------------- | ---------------- |
|             | Forest of Dean | 58,0%         | 42,0%            |
| Inghilterra | 53,3%          | 46,7%         |                  |
| Regno Unito | 51,9%          | 48,1%         |                  |